# 土屋重治
土屋 重治（つちや しげはる）は、戦国時代の三河国の武士。通称は惣兵衛、あるいは甚助。

## 生涯
土屋宗遠の末裔を称する平姓土屋氏の一族で、父は松平広忠に仕えたという。重治は広忠の子の家康に従った。永禄6年（1563年）三河一向一揆が蜂起すると重治は子とともにその鎮圧に従う。翌永禄7年（1564年）勝鬘寺の一揆衆が大久保忠勝・忠世らの籠もる上和田砦に攻撃を加えた針崎の戦いの際、筒井定俊ら10騎とともに援軍として派遣された。これに力を得た大久保勢は一揆衆を針崎まで後退させたが、重治はそこで一揆衆の反撃に遭って戦死した。享年45。

## 土屋長吉について
『徳川実紀』などの徳川創業史は土屋長吉重治が三河一向一揆蜂起の際、当初は一揆方に属したとして以下のエピソードを伝える。上和田砦の戦いで松平家康は自ら援軍として出陣したものの、却って危機に陥った。その様子を見た重治は主の危難を見過ごせないとして一揆方に矛を向け、ついに矢を受けて戦死した。戦闘の後、家康は石川家成に重治を探させてその死を惜しみ、戦死の地に手厚く葬ったのだという。『家忠日記増補追加』は名を「土屋長吉郎」と載せ、享年23とする。

## 登場作品
- NHK大河ドラマ『どうする家康』（2023年、演：田村健太郎）[要出典]